# Текстура «конус в конус»

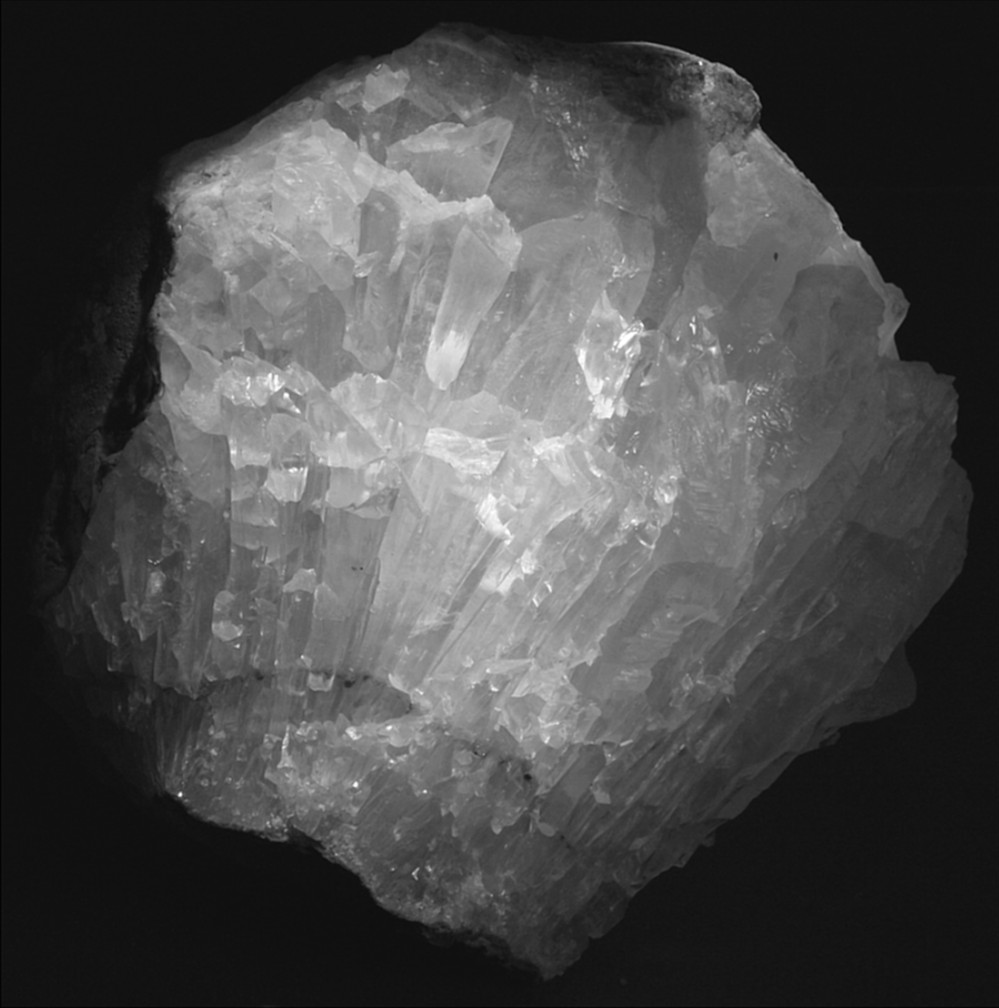
Текстура «конус в конус» для кальциту.

Тексту́ра «ко́нус в ко́нус» (фунтикова текстура; рос. конус в конус текстура, англ. cone in cone structure; нім. Tütentextur f, cone-in-cone Textur f) — текстура осадових гірських порід, що характеризується наявністю серій конусів або пірамідок з паралельними осями, як правило складених кальцитом, немов би вкладених один в один. 
Висота конусів — 2—10 см.
Синонім — фунтикова текстура.